# 팻 제닝스
팻 제닝스(영어: Pat Jennings, CBE, 1945년 6월 12일 ~ )는 북아일랜드의 전직 축구 선수로 포지션은 골키퍼였다.

## 경력

### 클럽
16세 때인 1961년 지역 축구팀인 뉴리 시티 청소년 클럽에 입단했다. 1963년 당시 잉글랜드 3부 리그에서 뛰고 있던 왓퍼드로 이적했으며 첫 시즌 동안 왓퍼드에서 뛰어난 활약을 보였다.
1964년 6월 27,000 파운드의 이적료와 함께 토트넘 홋스퍼로 이적했고 팀의 잉글랜드 FA컵 1회 우승(1967년)과 풋볼 리그 컵 2회 우승(1971년, 1973년), UEFA컵 1회 우승(1972년)의 기록을 달성하는 데에 공헌했다. 이러한 활약에 힘입어 1973년 FWA 올해의 축구 선수로 선정되었고 1976년 PFA 올해의 축구 선수로 선정되기에 이른다. 1977년 아스널로 이적했고 1979년 팀의 잉글랜드 FA컵 우승에 공헌했다. 1979년부터 1986년 현역 은퇴할 때까지 토트넘 홋스퍼 소속으로 뛰었다.

### 국가대표

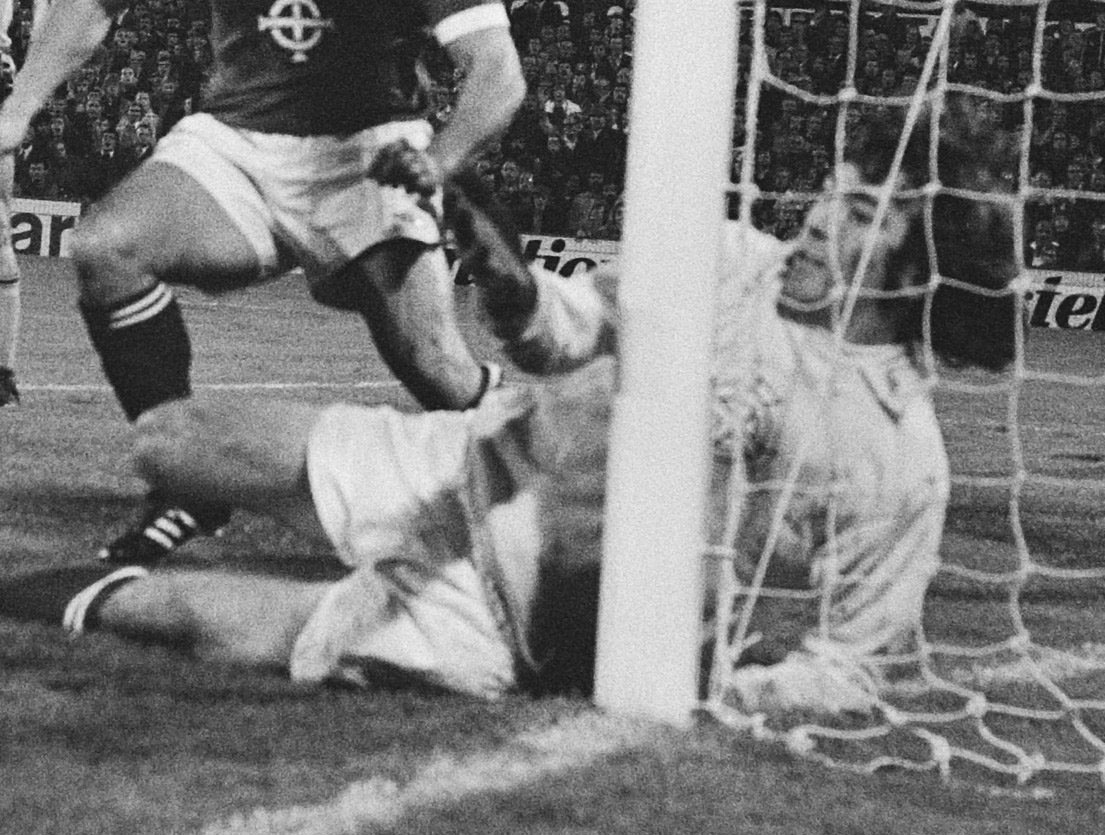
1976년 네덜란드 대표팀과의 월드컵 예선전에서 선방하는 모습

18세 때인 1964년 북아일랜드 대표팀에 발탁되었고 같은 해 4월 15일에 열린 웨일스와의 경기(북아일랜드는 웨일스에 3-2 승리를 기록함)에서 데뷔했다. 20여년 동안 북아일랜드 대표팀 주전 골키퍼로 활약했고 특히 1982년 스페인 월드컵에서는 북아일랜드의 2차 리그 진출에 공헌했다. 41세 때에 참가한 1986년 멕시코 월드컵에서도 북아일랜드 대표팀 주전 골키퍼를 맡았으며 브라질과의 조별 예선 경기(북아일랜드는 브라질에 0-3으로 패함)를 마지막으로 대표팀에서 은퇴할 때까지 A매치 119경기에 출전했다. 참고로 그가 세운 대표팀 출전 기록은 북아일랜드 대표팀 최다 출전 기록으로 남아 있다.
현역 은퇴 이후에는 축구 지도자를 맡고 있으며 1993년부터 토트넘 홋스퍼의 골키퍼 코치를 맡으면서 후진 양성에 공헌했다. 2003년 선수 시절에 기록한 업적을 인정받아 잉글랜드 축구 명예의 전당에 헌정되었다.

## 상훈

### 수상
토트넘 홋스퍼
- 잉글랜드 FA컵 우승 1회 (1967)
- 풋볼 리그 컵 우승 2회 (1971, 1973)
- UEFA컵 우승 1회 (1972)

아스널
- 잉글랜드 FA컵 우승 1회 (1979)

### 서훈
- 1976년 5등급 대영 제국 훈장(MBE)[2]
- 1987년 4등급 대영 제국 훈장(OBE)[3]
- 2023년 3등급 대영 제국 훈장(CBE)[1]

## 같이 보기
- A매치 100경기 이상 출전한 축구 선수 명단